# Валлах (лунный кратер)
Кратер Валлах (лат. Wallach) — маленький ударный кратер находящийся в восточной части Моря Спокойствия на видимой стороне Луны. Название присвоено в честь немецкого химика-органика, лауреата Нобелевской премии по химии в 1910 году Отто Валлаха (1847—1931) и утверждено Международным астрономическим союзом в 1979 г. 

## Описание кратера
Ближайшими соседями кратера являются маленький кратер Синас на севере-северо-западе; останки кратера Ариабхата на северо-востоке и небольшой кратер Маскелайн на юго-западе. Селенографические координаты центра кратера 4°53′ с. ш. 32°16′ в. д. / 4,89° с. ш. 32,27° в. д., диаметр 5,7 км, глубина 1,14 км.
Кратер имеет чашеобразную форму, плоское дно чаши отсутствует. Высота вала над окружающей местностью 220 м, объем кратера составляет приблизительно 9 км³. По морфологическим признакам кратер относится к типу ALC (по наименованию типичного представителя этого типа — кратера Аль-Баттани C).
До своего переименования в 1979 г. кратер назывался сателлитным кратером Маскелайн Н.

## Сателлитные кратеры
Отсутствуют.